# Національні астрономічні обсерваторії Китаю
Національна астрономічна обсерваторія Китайської академії наук (кит.: 中国科学院国家天文台, англ. National Astronomical Observatories, NAOC) — об'єднання дослідницьких установ Китайської академії наук, розташоване в Пекіні. Національна астрономічна обсерваторія була створена в році шляхом об'єднання окремих обсерваторій, які існували до цього.

## Історія
16 квітня 1999 року Китайська академія наук вирішила об'єднати свої астрономічні об'єкти в одній організації. З цією метою за шість днів, 23 квітня 1999 року, в штаб-квартирі Пекінської астрономічної обсерваторії на вулиці Датунь був заснований «Національний центр астрономічних спостережень» (国家天文观测中心), а 19 травня 1999 року — Ай Госян (艾国祥, * 1938), директор астрономії Пекінської обсерваторії, був призначений керівником центру .
Власне Національні астрономічні обсерваторії Китаю були засновані 21 квітня 2001 року шляхом злиття п'яти обсерваторій (Пекінська астрономічна обсерваторія, Шанхайська астрономічна обсерваторія, Обсерваторія Пурпурової гори, Юньнаньська астрономічна обсерваторія, Астрономічна обсерваторія Шеньсі), трьох спостережних станцій (Астрономічна станція Урумчі, Станція спостереження супутників Чанчунь, Станція спостереження супутників Гуанчжоу) і Центру астрономічних вимірювальних приладів Академії наук в Нанкіні. Ай Госян залишався директором до липня 2007 року. Таким чином, фінансована державою астрономія в Китаї отримала централізовану структуру.

## Структура
Станом на 2022 рік, крім відділів окремих обсерваторій-членів, Національні астрономічні обсерваторії мають сім дослідницьких відділів (研究部), безпосередньо підпорядкованих організації, кожен з яких має кілька дослідницьких груп (团组):
- Оптична астрономія (光学天文研究部)
- Радіоастрономія (射电天文研究部)
- Галактики та космологія (星系宇宙学研究部)
- Дослідження Місяця та глибокого космосу (月球与深空探测研究部)
- Космічна наука (空间科学研究部)
- Сонячна фізика (太阳物理研究部)
- Прикладна астрономія (应用天文研究部)

Окрім дослідницьких відділів, існують також пріоритетні лабораторії (重点实验室), міжобсерваторні установи Китайської академії наук, які частково існували вже раніше і були передані при заснуванні Національних астрономічних обсерваторій у 2001 році.
- Фокусна лабораторія оптичної астрономії (光学天文重点实验室, заснована в 1991)[7]
- Пріоритетна лабораторія космічної астрономії та технологій (空间天文与技术重点实验室, заснована в 1999)[8]
- Фокусна лабораторія сонячної активності (太阳活动重点实验室, заснована в 2008)[9]
- Фокусна лабораторія дослідження Місяця та глибокого космосу (月球与深空探测重点实验室, заснована в 2013)[10][11]
- Фокусна лабораторія радіотелескопа FAST (FAST重点实验室, заснована в 2018)[12]

## Наукові установи
Об’єкти Національних астрономічних обсерваторій Китаю включають, серед іншого, наступні установи:
- Сінлунська спостережна станція з найбільшим у Китаї оптичним телескопом LAMOST
- Обсерваторія Міюнь
- Сонячна обсерваторія Хуайжоу
- Шанхайська астрономічна обсерваторія
- Обсерваторія Пурпурової гори
- Юньнаньська астрономічна обсерваторія
- Сіньцзянська астрономічна обсерваторія[13]
- Гуйчжоуська радіообсерваторія (FAST)
- Станція спостереження Нгарі, Шицюаньхе[14]
- Ультрафіолетовий телескоп на Місяці, море Дощів[15]